# 齊藤誠二
齊藤 誠二（さいとう せいじ、1932年1月25日 - 2010年10月19日）は、日本の法学者。刑法学者。刑事訴訟法学者。弁護士。東京出身。法学博士（一橋大学、1966年）。博士（医学）（筑波大学、1990年）。「斉藤 誠二」とも表記される。筑波大学教授、中央大学教授、ミュンヘン大学客員教授、マンハイム大学客員教授等を歴任した。

## 来歴
- 1956年　一橋大学法学部卒業
- 1961年　同大学院法学研究科博士課程単位取得満期退学（指導教授：植松正）。司法試験合格
- 1962年　成蹊大学政治経済学部専任講師
- 1965年　同政治経済学部助教授
- 1967年　同法学部助教授
- 1970年　同法学部教授
- 1972年　同評議員
- 1977年　弁護士登録
- 1984年　筑波大学社会科学系教授
- 1988年　同社会科学系長・同評議員
- 1994年　筑波大学停年退官。同名誉教授。中央大学法学部教授
- 2002年　中央大学定年退職。山梨学院大学大学院社会科学研究科教授
- 2004年　同法科大学院教授[4]
- 2007年　山梨学院大学退職
- 2010年　誤嚥性肺炎のため死去[1]

学外として、ミュンヘン大学刑法研究所客員教授、マンハイム大学法学部客員教授、文部省学術審議会専門委員（1988年－1990年）、日本刑法学会理事（1988年－1994年）、宇宙開発事業団有人研究倫理委員会委員（1996年－1999年）、日本臓器移植ネットワーク常任理事（1997年－2010年）

## 研究領域
専門は刑法学全般。特に、臓器移植と法の研究や、医事刑法、被害者補償、刑事政策の研究などに渡る。

## 主著
- 予備罪の研究 風間書房 1971 - 学位論文
- 刑法講義各論 多賀出版 1978(初版)、1979(新訂版)
- 刑事再審制度の基本問題 多賀出版 1979
- 刑法総論(演習ノート) 編著　法学書院 1982(初版)、2013(第5版)
- 刑法各論 編著　八千代出版 1986(初版)、1988(第2版)
- 刑法における生命の保護：脳死・尊厳死・臓器移植・胎児の傷害 多賀出版 1987(初版)、1992(三訂版)
- 正当防衛権の根拠と展開 多賀出版 1991
- 刑事訴訟法 編著　八千代出版 1993
- 医事刑法の基礎理論 多賀出版 1997
- 脳死・臓器移植の論議の展開：医事刑法からのアプローチ 多賀出版 2000